# Eduard Geber

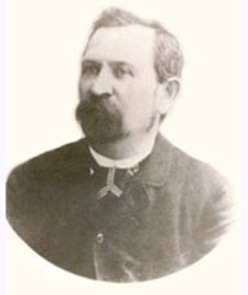
Eduard Geber

Eduard Geber, auch Ede Géber, (* 19. November 1841 in Körmend; † 2. Oktober 1891) war ein österreichisch-ungarischer Mediziner (Dermatologie).
Geber studierte an der Universität Wien bei Ferdinand von Hebra, Hermann von Zeissl und Carl Ludwig Sigmund von Ilanor und wurde 1866 promoviert. Danach war er am Wiener Allgemeinen Krankenhaus. 1873 habilitierte er sich in Wien in Dermatologie und Syphiliskunde, erhielt ein Stipendium für eine Orientreise und wurde 1874 außerordentlicher und 1879 ordentlicher Professor in Klausenburg.
Er befasste sich unter anderem mit der Aleppobeule. Er trug zum Handbuch der Hautkrankheiten (Hrsg. Hugo von Ziemssen) bei und zur Real-Encyclopädie der gesammten Heilkunde (Hrsg. Albert Eulenburg).

## Werke
- Beiträge zu Albert Eulenburgs Real-Encyclopädie der gesammten Heilkunde. Erste Auflage.
  - Band 1 (1880) (Digitalisat), S. 148: Ainhun
  - Band 3 (1880) (Digitalisat), S. 525–526: Crithoptes
  - Band 4 (1880) (Digitalisat), S. 3–8: Delhi-Beule
  - Band 5 (1881) (Digitalisat), S. 382–386: Framboesia
  - Band 8 (1881) (Digitalisat), S. 266–268: Leptus autumnalis; S. 452–455: Madurafuss
  - Band 10 (1882) (Digitalisat), S. 367–380: Pediculosis; S. 380–388: Pellagra